# Pheidole cordata
Pheidole cordata är en myrart som först beskrevs av Holl 1829.  Pheidole cordata ingår i släktet Pheidole och familjen myror. Inga underarter finns listade i Catalogue of Life.